# Stefan Wessels
Stefan Wessels (født 28. februar 1979 i Rahden, Vesttyskland) var professionel fodboldmålmand, og senest i januar 2011 underskrev en 1½-årig kontrakt med den danske klub OB.
Wessels startede sin professionelle karriere i Bayern München, hvor han var tilknyttet som ungdomsspiller. Som følge af skader hos Oliver Kahn og Bernd Dreher fik Wessels chancen, og opnåede i perioden 1999-2003 6 kampe for førsteholdet. Wessels skiftede i 2003 til FC Köln, hvor han opnåede fast spilletid. I 2007 skiftede Wessels til Everton, hvor han dog kun opnåede 2 kampe inden han i 2008 skiftede til VfL Osnabrück. Da Osnabruck senere på sæsonen rykkede ned, forlod Wessels klubben til fordel for FC Basel. Wessels opnåede dog kun en enkelt kamp for Basel inden han i januar 2011 skiftede til OB.
Wessels fik en del spilletid i OB, men leverede svingende præstationer, hvorfor klubben i 2012 løste ham fra den indgåede kontrakt, hvorefter Wessels indstillede karrieren.
I dag er han målmandstræner for det tyske landshold.